# Games Convention Asia
Games Convention Asia (дословно рус. Азиатское игровое соглашение) — публичное мероприятие, большая выставка и конференция, посвящённая индустрии компьютерных игр и компьютерным играм (ПК-играм, консольным, онлайновым и мобильным играм), которая проводится каждый год в Сингапуре и нацелена на Азиатско-Тихоокеанский регион.
На Games Convention Asia (далее — GC Asia) присутствуют открытые для потребителей и посетителей залы для демонстрации игр, а также профессиональные конференции для разработчиков игр и других работников индустрии компьютерных игр. Конференция GC Asia задумывалась и организовывалась как параллельное событие одному из крупнейших подобных мероприятий — Games Convention, которая проводится каждый год в немецком городе Лейпциге. В 2007 году Games Convention посетили более 200 000 человек. Аналогичные мероприятия проводятся в США (выставка E for All, которую в 2007 году посетили 18 000 человек) и Японии (выставка Tokyo Game Show, около 200 000 человек).
Первая выставка GC Asia состоялась 6 сентября 2007 года и её посетили 70 000 человек, а также более 1 000 разработчиков, работников индустрии компьютерных игр и журналистов.
На GC Asia выступают и выступали следующие люди: Боб Бейтс (англ. Bob Bates), Дон Даглоу (англ. Don Daglow), Майкл де Плейтер (англ. Michael de Plater), Джейсон Делла Рокка (англ. Jason Della Rocca), Квон Чжунмо (кор. 권준모, англ. Joon-Mo Kwon), Питер Молиньё (англ. Peter Molyneaux) и Джеват Ерли (тур. Cevat Yerli).